# Beschermd bergmassief Tsjornohirsky
Het beschermde bergmassief Tsjornohirsky, of kortweg Tsjornohora, (Oekraïens: Чорногірський заповідний масив) is het deel van het bergmassief Tsjornohora dat ligt in het Karpatisch Biosfeerreservaat in de oblast Transkarpatië van Oekraïne. Tsjornohora maakt sinds 2007 ook deel uit van de werelderfgoedinschrijving Oude en voorhistorische beukenbossen van de Karpaten en andere regio's van Europa van UNESCO.

## Algemene informatie
Het beschermde bergmassief Tsjornohirsky varieert qua hoogte tussen de 600 en 2.061 meter. Het hoogste punt van het beschermde bergmassief is de berg Hoverla. Hoverla ligt aan de grens van het beschermde massief en wordt gedeeld met het naastgelegen Nationaal Park Karpaten. De bossen in het gebied hebben een hoge verscheidenheid aan leeftijden en er bevinden zich fijnsparren (Picea abies) die zeer grote hoogten bereiken. Exemplaren van 55 meter hoogte en een diameter van 1,6 meter zijn vastgesteld. Ook zijn er vele oude beuken (Fagus sylvatica), esdoorns (Acer) en grove dennen (Pinus sylvestris) in het gebied. Boven de zone waar fijnsparren gedijen bevindt zich de subalpiene zone waar de vegetatie bestaat uit bestanden met groene els (Alnus viridis), jeneverbes (Juniperus communis) en bergden (Pinus mugo). Tussen de 1.500 à 1.650 meter bevindt zich de boomgrens en begint de alpiene zone, waar alpenweiden, rotsblokken en kliffen domineren. In deze hoogste zone worden hooggebergtespecialisten gevonden als alpenheggenmus (Prunella collaris), waterpieper (Anthus spinoletta) en sneeuwmuis (Chionomys nivalis). De rode rotslijster (Monticola saxatilis) is zeer zeldzaam, maar komt hier ook voor.